# Kheeston Randall
Kheeston Randall (Beaumont, 7 maggio 1989) è un giocatore di football americano statunitense che gioca nel ruolo di defensive tackle ed è attualmente free agent. Fu scelto nel corso del settimo giro (215º assoluto) del Draft NFL 2012 dai Miami Dolphins. Al college ha giocato a football presso l'Università del Texas.

## Carriera professionistica

### Miami Dolphins
Considerato uno tra i migliori prospetti tra i defensive tackle disponibili nel Draft 2012, il 28 aprile Randall fu scelto nel corso del settimo giro dai Miami Dolphins. Il 21 maggio firmò un contratto di 4 anni con la franchigia. Nella sua stagione da rookie disputò 12 partite, nessuna delle quali come titolare, mettendo a segno 8 tackle.

### Cincinnati Bengals
Il 5 novembre 2013 firmò con i Cincinnati Bengals, con i quali non disputò alcun incontro.

### Minnesota Vikingss
Il 22 gennaio 2014 fu ingaggiato dai Minnesota Vikings come reserve/future free agent, divenendo così il primo giocatore messo sotto contratto dalla franchigia del Minnesota nell'era Zimmer, già suo coordinatore difensivo l'anno precedente a Cincinnati. Il 25 agosto 2014 fu quindi svincolato da Minnesota a seguito dei tagli a roster previsti prima dell'inizio della stagione regolare.

## Vittorie e premi
Nessuno

## Statistiche
| Partite totali             | 12 |
| Partite totali da titolare | 0  |
| Tackle totali              | 8  |
| Intercetti fatti           | 0  |
| Fumble forzati             | 0  |